# فضای مرکزی
فضای مرکزی (به انگلیسی: Headspace) فیلمی در ژانر وحشت روان‌شناختی محصول سال ۲۰۰۵ به کارگردانی اندرو ون دین هویتن است. در این فیلم بازیگرانی همچون الیویا هاسی، ویلیام آترتون، شان یانگ، مارک مارگولیس، لری فسندن، دی والاس، اودو کیر، کریستوفر دنهام، پولیانا مکینتاش و پاول اسپارکس ایفای نقش کرده‌اند.